# رونالد والاس
رونالد والاس هو سياسي كندي، ولد في 5 أغسطس 1916، وتوفي في 20 مايو 2008 بهاليفاكس في كندا. حزبياً، نشط في الحزب الليبرالي في نوفا سكوشا ‏. وقد انتخب عضو مجلس نواب نوفا سكوتيا.